# U.S. Olympic Trials (Leichtathletik)
Die United States Olympic Trials in der Leichtathletik sind die Ausscheidungswettkämpfe für die Teilnahme an den Olympischen Spielen. Seit 1992 sind dies gleichzeitig die amerikanischen Meisterschaften, um einen zusätzlichen Saisonhöhepunkt zu vermeiden.

## Standards
Nach den Regeln von World Athletics dürfen pro Disziplin drei Sportlerinnen bzw. Sportler in der Leichtathletik an den Weltmeisterschaften bzw. den Olympischen Spielen teilnehmen, sofern sie alle drei den internationalen A-Standard erreicht haben. Wenn diesen in einem Land niemand erreicht hat, darf einer beziehungsweise eine teilnehmen der/die einen B-Standard erreicht hat. Diese Standards werden ca. 18 Monate vorher bekannt gegeben. Von diesem Zeitpunkt an können sie gültig erreicht werden. An den Trials dürfen die US-Bürger teilnehmen, die den A-Standard erfüllt haben sowie ggf. auch die mit den B-Standards, die erforderlich sind, um Startfelder entsprechend aufzufüllen. Wer wegen Dopings gesperrt ist, ist von der Teilnahme ausgeschlossen. In der Regel nehmen 24 oder 32 Athletinnen/Athleten an den populären Sprint-Wettbewerben teil.

## Geschichte
Vor 1908 wurde die amerikanische Mannschaft ausgewählt. Da es generell keine Teilnahmebeschränkungen gab, musste im Wesentlichen vom Amerikanischen Olympischen Komitee und dem entsprechenden Fachverband (meist der AAU) die Amateur-Eigenschaft festgestellt werden. 1908 und 1912 gab es regionale Trials, wodurch allerdings vor allem Sportler aus dem Osten bevorzugt wurden. Die regionalen Trials gab es bis 1936. Hierdurch wurde sichergestellt, dass Afro-Amerikaner aus dem Süden sich trotzdem qualifizieren konnten, obwohl es ihnen verboten war, im Süden gegen Weiße anzutreten. Im Krieg 1916 sowie 1940 und 1944 gab es keine Trials, da es auch keine Olympischen Spiele gab. Bis 1972 wurden die Trials der Männer und der Frauen getrennt durchgeführt.